# Trichophthalma costalis
Trichophthalma costalis är en tvåvingeart som först beskrevs av John Obadiah Westwood 1835.  Trichophthalma costalis ingår i släktet Trichophthalma och familjen Nemestrinidae. Inga underarter finns listade i Catalogue of Life.